# Autoroute A14 (Belgique)
Pour les articles homonymes, voir A14.
L'autoroute belge A14 (classée en tant qu'E17) est une autoroute qui va d'Anvers à la frontière française en passant par Gand.
L'autoroute commence sur le ring d'Anvers, passe par Lokeren, Saint-Nicolas, Gand et Courtrai puis rejoint la frontière française.
Cette route a un trafic international important.

## Description du tracé
|     | Dénomination                   | Destinations                          | BK    |
| --- | ------------------------------ | ------------------------------------- | ----- |
|     | Frontière française            | Lille, Paris                          | 0,0   |
|     | Rekkem                         |                                       | 0,3   |
| 1   | Mouscron                       | Mouscron, Menin (Rekkem)              | 1,6   |
|     | Échangeur d'Aelbeke            | Autoroute Tournai – Courtrai – Bruges | 5,2   |
|     | Marke                          |                                       | 7,1   |
|     | Échangeur de Courtrai-Sud      | Ring de Courtrai                      | 8,7   |
| 3   | Kortrijk-Oost                  | Courtrai (dont Kuurne), Zwevegem      | 11,0  |
| 4   | Deerlijk                       | Deerlijk, Harelbeke,                  | 17,3  |
| 5   | Waregem                        | Waregem, Anzegem                      | 22,8  |
|     | Kruishoutem                    |                                       | 26,4  |
| 6   | Kruishoutem                    | Kruishoutem, Zulte, Audenarde         | 28,9  |
| 7   | Deinze                         | Deinze, Nazareth                      | 35,6  |
|     | Nazareth                       |                                       | 39,3  |
| 8   | De Pinte                       | De Pinte, Laethem-Saint-Martin        | 43,7  |
|     | Échangeur de Zwijnaarde        | Autoroute Bruxelles − Gand − Ostende  | 49,1  |
| 9   | U.Z. Gent                      |                                       | 50,4  |
|     | Échangeur de Gand-Centre       | Liaison A14 (E17) - Gand-Centre       | 50,9  |
| 10  | Gentbrugge                     | Gand (Gentbrugge, Ledeberg)           | 52,3  |
|     | Viaduc de Gentbrugge (1 700 m) |                                       | 53,3  |
|     | Gentbrugge                     |                                       | 54,7  |
|     | Échangeur de Destelbergen      | Ring de Gand                          | 57,4  |
| 11  | Beervelde                      | Lochristi (dont Beervelde), Laerne    | 62,0  |
|     | Kalken                         |                                       | 64,9  |
| 12  | Lokeren                        | Lokeren, Zele, Termonde               | 72,5  |
| 13  | Waesmunster                    | Waesmunster                           | 78,4  |
|     | Waesmunster                    |                                       | 80,5  |
| 14  | Sint-Niklaas-West              | Saint-Nicolas, Hamme                  | 83,0  |
| 15  | Sint-Niklaas-Centrum           | Saint-Nicolas, Temse, Bornem          | 84,9  |
| 15a | Haasdonk                       | Beveren (dont Haasdonk)               | 90,7  |
|     | Kruibeke                       |                                       | 94,6  |
| 16  | Kruibeke                       | Kruibeke                              | 97,4  |
| 17  | Zwijndrecht                    | Zwijndrecht                           | 98,9  |
|     | Échangeur d'Anvers-Ouest       | Petit ring d'Anvers                   | 100,5 |

## Galerie d'images

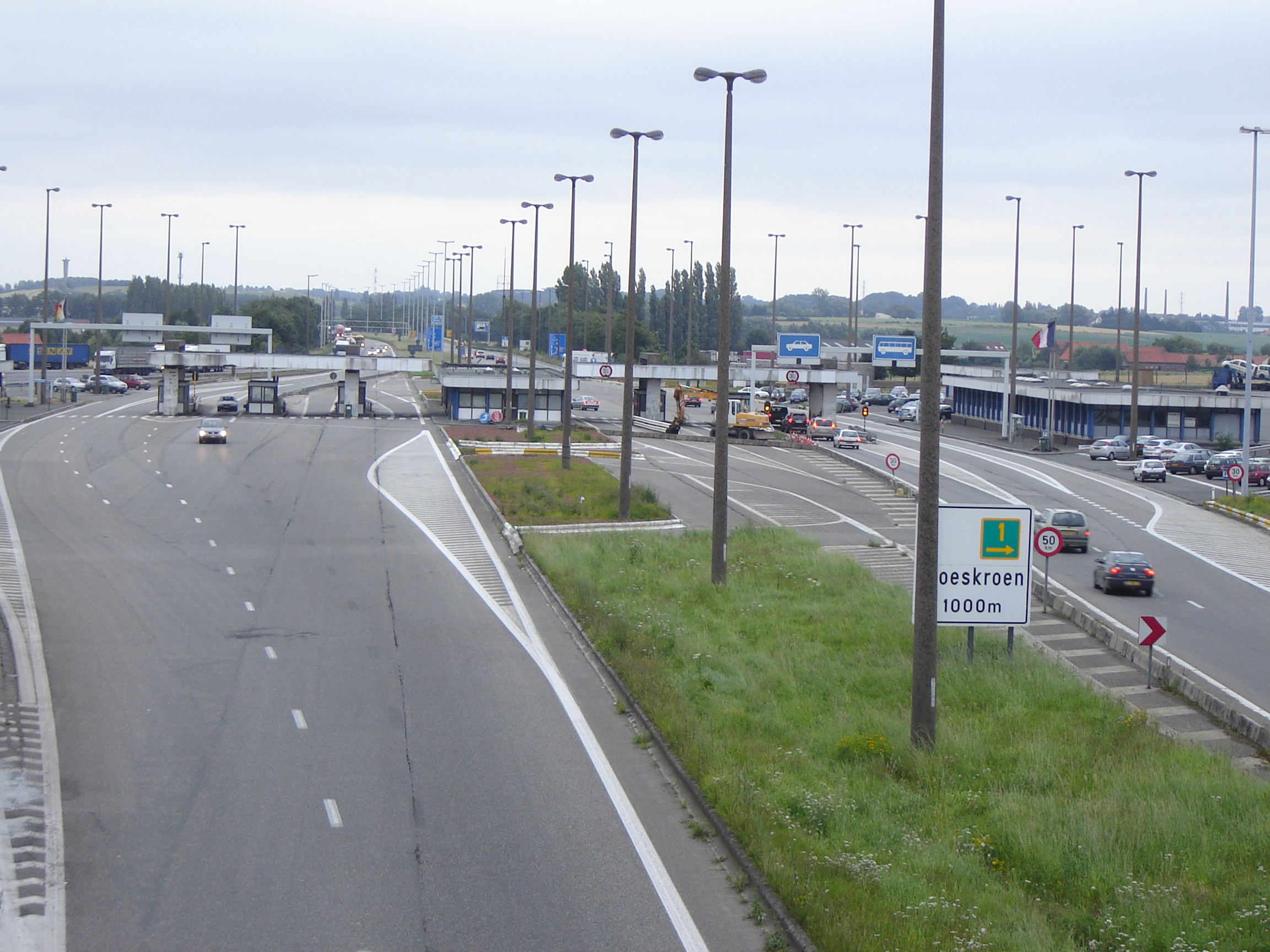
L'autoroute au niveau du poste-frontière de Rekkem.
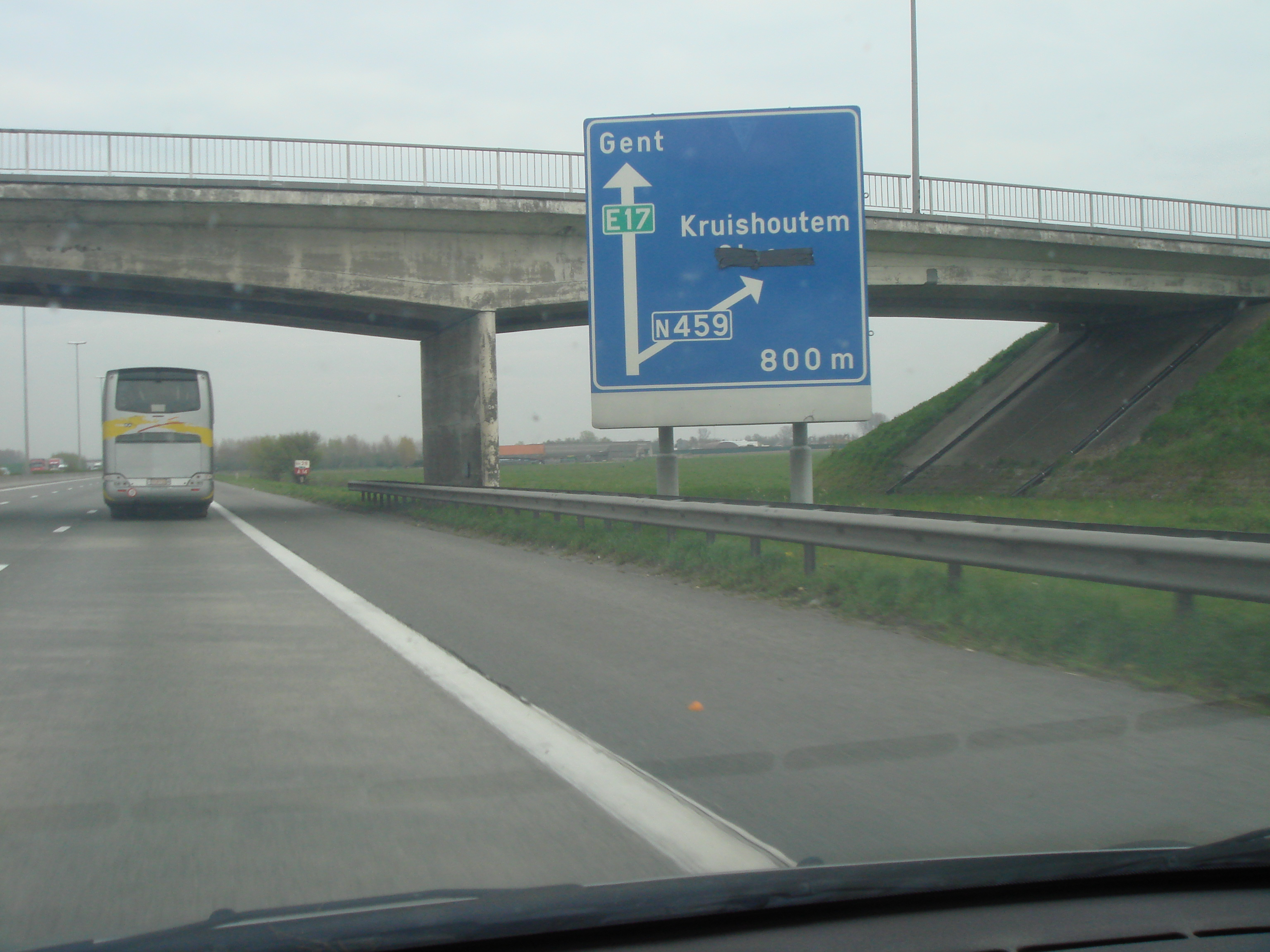
L’A14 au niveau de Kruishoutem.
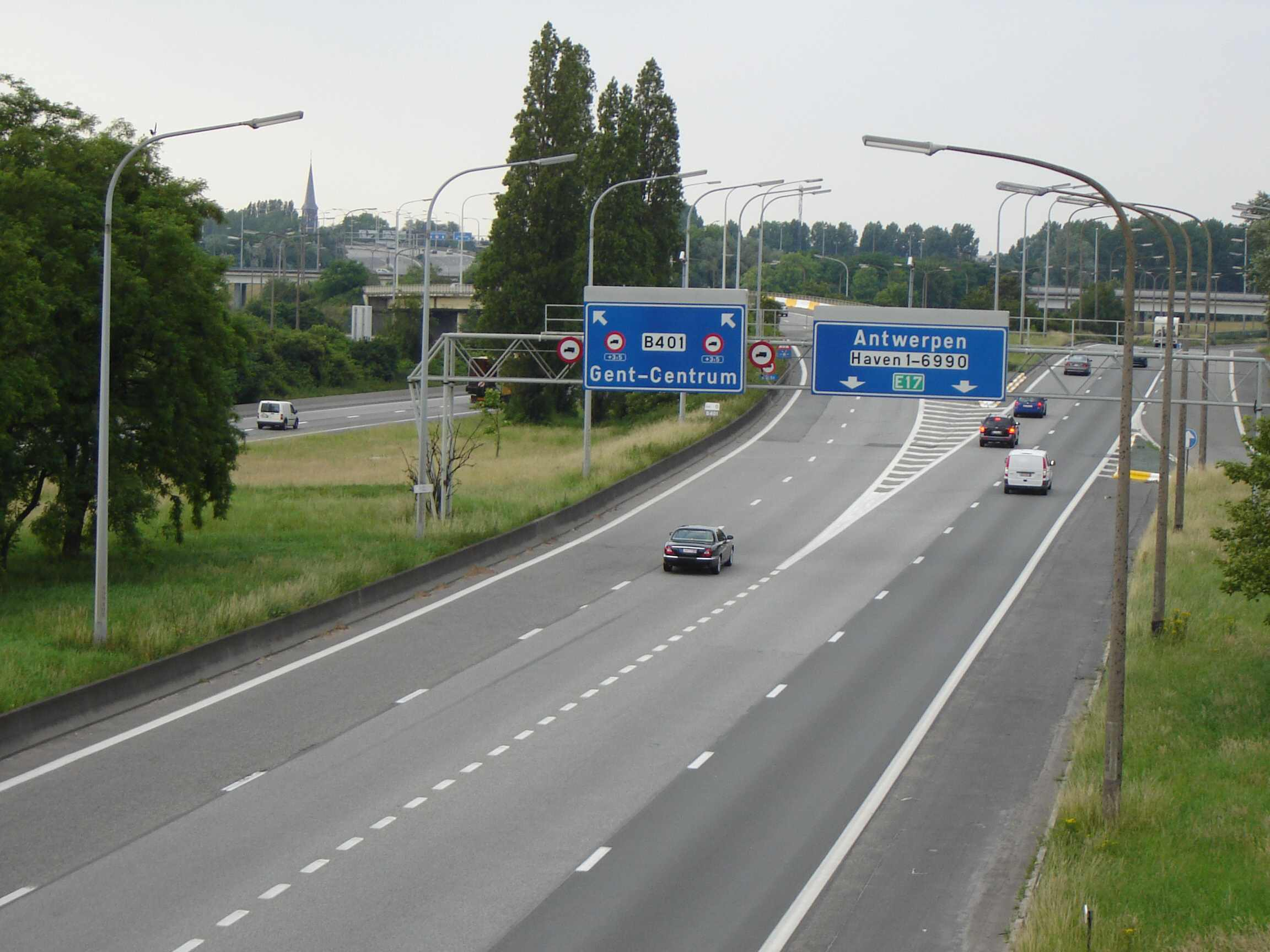
Échangeur entre l'A14 et la B401 à proximité de Gand.